# Hacienda Platero
Hacienda Platero es un barrio perteneciente al distrito de Churriana de la ciudad andaluza de Málaga, España. Según la delimitación oficial del ayuntamiento, limita al norte y al oeste con el barrio de Churriana; al este, con el barrio de Las Espeñuelas; y al sur, con el barrio de Heliomar.

## Transporte
En autobús queda conectado mediante las siguientes líneas de la EMT: 
| Línea | Trayecto                              | Recorrido                                                           | Frecuencia    |
| ----- | ------------------------------------- | ------------------------------------------------------------------- | ------------- |
| 9     | Alameda Principal - Churriana Directo | Recorrido Archivado el 28 de septiembre de 2007 en Wayback Machine. | 50 minutos    |
| 10    | Alameda Principal - Churriana         | Recorrido                                                           | 25-30 minutos |